# حقل خباز
حقل خباز هو حقل نفط عراقي في محافظة كركوك في شمال العراق، تُشرف عليه شركة نفط الشمال العراقية، مُسحت منطقته مسحاً جيولوجياً في سبعينات القرن العشرين، وبدأت مرحلة تطويره سنة 1981، وفي 26 آذار سنة 2025 تعاقدت وزارة النفط العراقية مع شركة بي بي لإعادة تأهيل وتطوير الحقل لتعزيز احتياطات الثروة الهيدروكربونية، وزيادة معدلات إنتاج النفط الخام بهدف الوصول إلى معدل إنتاج ذروة يبلغ (420) ألف برميل/ يوم واستثمار الغاز المصاحب.